# سام كلانسي جونيور
سام كلانسي جونيور (بالإنجليزية: Sam Clancy Jr.)‏ مواليد 4 مايو 1980 في بيتسبرغ، هو لاعب كرة سلة أمريكي. بدأ مسيرته الاحترافية في سنة 2002. تم اختياره من قبل فريق فيلادلفيا سفنتي سيكسرز خلال الدرافت. يلعب مع انيستتوتو في دوري كرة السلة الوطني الأرجنتيني كلاعب وسط. يحمل الرقم 50. يبلغ طوله 6 قدم 7 بوصة (2.0 م).

## المسيرة الاحترافية
لعب مع نادي بلد الوليد لكرة السلة في الدوري الإسباني في سنة 2005، ثم لعب مع نادي يونيكس قازان لكرة السلة في سنة 2006، ثم لعب مع منورقة لكرة السلة في الدوري الإسباني في موسم 2006–2007، ثم لعب مع لو مان سارت باسكت في الدوري الفرنسي في موسم 2007–2008.

## روابط خارجية
- سام كلانسي جونيور على موقع الدوري الأوروبي لكرة السلة (الإنجليزية)
- سام كلانسي جونيور على موقع سبورتس رفرنس (الإنجليزية)
- سام كلانسي جونيور على موقع الدوري الإسباني لكرة السلة (الإسبانية)
- سام كلانسي جونيور على موقع كرة السلة الأوروبية.كوم (الإنجليزية)
- سام كلانسي جونيور على موقع DraftExpress.com (الإنجليزية)
- سام كلانسي جونيور على موقع كلية كرة السلة في سبورتس رفرنس.كوم (الإنجليزية)
- سام كلانسي جونيور على موقع ريلجم (الإنجليزية)
- سام كلانسي جونيور على موقع بروبوليرز (الإنجليزية)
- سام كلانسي جونيور على موقع سبورتس رفرنس (الإنجليزية)
- سام كلانسي جونيور على موقع سبورتس رفرنس (الإنجليزية)